# سامسونج جالكسي إس 7
سامسونج جالكسي إس 7 (بالإنجليزية: Samsung Galaxy S7)‏ وسامسونج جالكسي إس 7 إيدج (بالإنجليزية: Samsung Galaxy S7)‏ هما هاتفين ذكيين من إلكترونيات سامسونج ضمن سلسلة Galaxy S يعملان بنظام أندرويد تم الإعلان عنهما رسمياً في 21 فبراير 2016.

## خصائص عامة للسامسونج جالكسي إس 7
قياس الشاشة 5.1 بوصة بدقة 1440p وتدعم تقنية التعرف على قوة الضغطات والمعالج هو Snapdragon 820 ورامات بحجم 4 جيجا بايت ومساحة تخزين داخلية 32 جيجا بايت مع دعم تركيب بطاقات microSD وبطارية بقوة 3000 ميلي أمبير، ويعمل بنظام أندرويد 6.0.1 مارشميلو وسيكون مُضاد للماء بمعيار IP68 .
دقة الكاميرا 12MP مع تركيز تلقائي وضوء أل إي دي فلاش أما الكاميرا أمامية فدقتها 5MP مع HDR تلقائي 

## معلومات عامة للسامسونج جالكسي إس 7 إيدج
الهاتف عموما لا يختلف شكلا عن سابقه سامسونج جالكسي إس 6 إيدج، فقد أضيفت بعض المزايا الجديدة، منها أن الهاتف يدعم تصوير 4K وتحديد مكان الصور بالإضافة إلى التركيز باللمس، واكتشاف الوجوه والابتسامة، HDR ، تصوير بانوراما..، قياس الشاشة 5.5 بوصة بدقة 1440p وتدعم تقنية التعرف على قوة اللمسات، والمعالج هو Snapdragon 820 ورامات بحجم 4 جيجا بايت ومساحة تخزين داخلية 32/64 جيجا بايت مع دعم تركيب بطاقات microSD وبطارية بقوة 3600 ميلي أمبير، ويعمل بنظام أندرويد 6.0 مارشميلو، أيضا الهاتف مطور ليكون مُضاد للماء بمعيار IP68 .